# Спровокованого шаху тема
Те́ма спровокованого шаху — тема в шаховій композиції в багатоходових задачах ортодоксального жанру. Суть теми — короткочасне відволікання чорних фігур для оголошення ними шаху білому королю з подальшим використанням білими цього відволікання.

## Історія
Вперше ідею виразив у 1949 році німецький шаховий композитор Адольф (Адо) Креймер (23.03.1898 — 25.06.1972).
В задачі використано тактичний прийом, який являє собою тимчасове, короткочасне відволікання чорних фігур для оголошення шаху білому королю. Унаслідок цього відволікання білі можуть з темпом перевести свого короля на інше поле, або шляхом наступної жертви перевести цю чорну фігуру, після повернення на контрольовану нею лінію, на інше поле, не вигідне для чорних.
Оскільки для відволікання використано ходи чорних з шахом білому королю, ідея дістала назву — тема спровокованого шаху.
|   | a | b | c | d | e | f | g | h |   |
| 8 | e8 чорна тура · g7 білий пішак · a6 білий пішак · f4 білий кінь · a2 білий король · h2 білий ферзь · f1 чорний король | e8 чорна тура · g7 білий пішак · a6 білий пішак · f4 білий кінь · a2 білий король · h2 білий ферзь · f1 чорний король | e8 чорна тура · g7 білий пішак · a6 білий пішак · f4 білий кінь · a2 білий король · h2 білий ферзь · f1 чорний король | e8 чорна тура · g7 білий пішак · a6 білий пішак · f4 білий кінь · a2 білий король · h2 білий ферзь · f1 чорний король | e8 чорна тура · g7 білий пішак · a6 білий пішак · f4 білий кінь · a2 білий король · h2 білий ферзь · f1 чорний король | e8 чорна тура · g7 білий пішак · a6 білий пішак · f4 білий кінь · a2 білий король · h2 білий ферзь · f1 чорний король | e8 чорна тура · g7 білий пішак · a6 білий пішак · f4 білий кінь · a2 білий король · h2 білий ферзь · f1 чорний король | e8 чорна тура · g7 білий пішак · a6 білий пішак · f4 білий кінь · a2 білий король · h2 білий ферзь · f1 чорний король | 8 |
| 7 | e8 чорна тура · g7 білий пішак · a6 білий пішак · f4 білий кінь · a2 білий король · h2 білий ферзь · f1 чорний король | e8 чорна тура · g7 білий пішак · a6 білий пішак · f4 білий кінь · a2 білий король · h2 білий ферзь · f1 чорний король | e8 чорна тура · g7 білий пішак · a6 білий пішак · f4 білий кінь · a2 білий король · h2 білий ферзь · f1 чорний король | e8 чорна тура · g7 білий пішак · a6 білий пішак · f4 білий кінь · a2 білий король · h2 білий ферзь · f1 чорний король | e8 чорна тура · g7 білий пішак · a6 білий пішак · f4 білий кінь · a2 білий король · h2 білий ферзь · f1 чорний король | e8 чорна тура · g7 білий пішак · a6 білий пішак · f4 білий кінь · a2 білий король · h2 білий ферзь · f1 чорний король | e8 чорна тура · g7 білий пішак · a6 білий пішак · f4 білий кінь · a2 білий король · h2 білий ферзь · f1 чорний король | e8 чорна тура · g7 білий пішак · a6 білий пішак · f4 білий кінь · a2 білий король · h2 білий ферзь · f1 чорний король | 7 |
| 6 | e8 чорна тура · g7 білий пішак · a6 білий пішак · f4 білий кінь · a2 білий король · h2 білий ферзь · f1 чорний король | e8 чорна тура · g7 білий пішак · a6 білий пішак · f4 білий кінь · a2 білий король · h2 білий ферзь · f1 чорний король | e8 чорна тура · g7 білий пішак · a6 білий пішак · f4 білий кінь · a2 білий король · h2 білий ферзь · f1 чорний король | e8 чорна тура · g7 білий пішак · a6 білий пішак · f4 білий кінь · a2 білий король · h2 білий ферзь · f1 чорний король | e8 чорна тура · g7 білий пішак · a6 білий пішак · f4 білий кінь · a2 білий король · h2 білий ферзь · f1 чорний король | e8 чорна тура · g7 білий пішак · a6 білий пішак · f4 білий кінь · a2 білий король · h2 білий ферзь · f1 чорний король | e8 чорна тура · g7 білий пішак · a6 білий пішак · f4 білий кінь · a2 білий король · h2 білий ферзь · f1 чорний король | e8 чорна тура · g7 білий пішак · a6 білий пішак · f4 білий кінь · a2 білий король · h2 білий ферзь · f1 чорний король | 6 |
| 5 | e8 чорна тура · g7 білий пішак · a6 білий пішак · f4 білий кінь · a2 білий король · h2 білий ферзь · f1 чорний король | e8 чорна тура · g7 білий пішак · a6 білий пішак · f4 білий кінь · a2 білий король · h2 білий ферзь · f1 чорний король | e8 чорна тура · g7 білий пішак · a6 білий пішак · f4 білий кінь · a2 білий король · h2 білий ферзь · f1 чорний король | e8 чорна тура · g7 білий пішак · a6 білий пішак · f4 білий кінь · a2 білий король · h2 білий ферзь · f1 чорний король | e8 чорна тура · g7 білий пішак · a6 білий пішак · f4 білий кінь · a2 білий король · h2 білий ферзь · f1 чорний король | e8 чорна тура · g7 білий пішак · a6 білий пішак · f4 білий кінь · a2 білий король · h2 білий ферзь · f1 чорний король | e8 чорна тура · g7 білий пішак · a6 білий пішак · f4 білий кінь · a2 білий король · h2 білий ферзь · f1 чорний король | e8 чорна тура · g7 білий пішак · a6 білий пішак · f4 білий кінь · a2 білий король · h2 білий ферзь · f1 чорний король | 5 |
| 4 | e8 чорна тура · g7 білий пішак · a6 білий пішак · f4 білий кінь · a2 білий король · h2 білий ферзь · f1 чорний король | e8 чорна тура · g7 білий пішак · a6 білий пішак · f4 білий кінь · a2 білий король · h2 білий ферзь · f1 чорний король | e8 чорна тура · g7 білий пішак · a6 білий пішак · f4 білий кінь · a2 білий король · h2 білий ферзь · f1 чорний король | e8 чорна тура · g7 білий пішак · a6 білий пішак · f4 білий кінь · a2 білий король · h2 білий ферзь · f1 чорний король | e8 чорна тура · g7 білий пішак · a6 білий пішак · f4 білий кінь · a2 білий король · h2 білий ферзь · f1 чорний король | e8 чорна тура · g7 білий пішак · a6 білий пішак · f4 білий кінь · a2 білий король · h2 білий ферзь · f1 чорний король | e8 чорна тура · g7 білий пішак · a6 білий пішак · f4 білий кінь · a2 білий король · h2 білий ферзь · f1 чорний король | e8 чорна тура · g7 білий пішак · a6 білий пішак · f4 білий кінь · a2 білий король · h2 білий ферзь · f1 чорний король | 4 |
| 3 | e8 чорна тура · g7 білий пішак · a6 білий пішак · f4 білий кінь · a2 білий король · h2 білий ферзь · f1 чорний король | e8 чорна тура · g7 білий пішак · a6 білий пішак · f4 білий кінь · a2 білий король · h2 білий ферзь · f1 чорний король | e8 чорна тура · g7 білий пішак · a6 білий пішак · f4 білий кінь · a2 білий король · h2 білий ферзь · f1 чорний король | e8 чорна тура · g7 білий пішак · a6 білий пішак · f4 білий кінь · a2 білий король · h2 білий ферзь · f1 чорний король | e8 чорна тура · g7 білий пішак · a6 білий пішак · f4 білий кінь · a2 білий король · h2 білий ферзь · f1 чорний король | e8 чорна тура · g7 білий пішак · a6 білий пішак · f4 білий кінь · a2 білий король · h2 білий ферзь · f1 чорний король | e8 чорна тура · g7 білий пішак · a6 білий пішак · f4 білий кінь · a2 білий король · h2 білий ферзь · f1 чорний король | e8 чорна тура · g7 білий пішак · a6 білий пішак · f4 білий кінь · a2 білий король · h2 білий ферзь · f1 чорний король | 3 |
| 2 | e8 чорна тура · g7 білий пішак · a6 білий пішак · f4 білий кінь · a2 білий король · h2 білий ферзь · f1 чорний король | e8 чорна тура · g7 білий пішак · a6 білий пішак · f4 білий кінь · a2 білий король · h2 білий ферзь · f1 чорний король | e8 чорна тура · g7 білий пішак · a6 білий пішак · f4 білий кінь · a2 білий король · h2 білий ферзь · f1 чорний король | e8 чорна тура · g7 білий пішак · a6 білий пішак · f4 білий кінь · a2 білий король · h2 білий ферзь · f1 чорний король | e8 чорна тура · g7 білий пішак · a6 білий пішак · f4 білий кінь · a2 білий король · h2 білий ферзь · f1 чорний король | e8 чорна тура · g7 білий пішак · a6 білий пішак · f4 білий кінь · a2 білий король · h2 білий ферзь · f1 чорний король | e8 чорна тура · g7 білий пішак · a6 білий пішак · f4 білий кінь · a2 білий король · h2 білий ферзь · f1 чорний король | e8 чорна тура · g7 білий пішак · a6 білий пішак · f4 білий кінь · a2 білий король · h2 білий ферзь · f1 чорний король | 2 |
| 1 | e8 чорна тура · g7 білий пішак · a6 білий пішак · f4 білий кінь · a2 білий король · h2 білий ферзь · f1 чорний король | e8 чорна тура · g7 білий пішак · a6 білий пішак · f4 білий кінь · a2 білий король · h2 білий ферзь · f1 чорний король | e8 чорна тура · g7 білий пішак · a6 білий пішак · f4 білий кінь · a2 білий король · h2 білий ферзь · f1 чорний король | e8 чорна тура · g7 білий пішак · a6 білий пішак · f4 білий кінь · a2 білий король · h2 білий ферзь · f1 чорний король | e8 чорна тура · g7 білий пішак · a6 білий пішак · f4 білий кінь · a2 білий король · h2 білий ферзь · f1 чорний король | e8 чорна тура · g7 білий пішак · a6 білий пішак · f4 білий кінь · a2 білий король · h2 білий ферзь · f1 чорний король | e8 чорна тура · g7 білий пішак · a6 білий пішак · f4 білий кінь · a2 білий король · h2 білий ферзь · f1 чорний король | e8 чорна тура · g7 білий пішак · a6 білий пішак · f4 білий кінь · a2 білий король · h2 білий ферзь · f1 чорний король | 1 |
|   | a | b | c | d | e | f | g | h |   |

1. Sd3? Te2+!
1. Кb2! ~ 2. Dg2+ Kе1
3. Sd3+ Kd1 4. Dc2#
1. ... Tb8     2. Ka3! Te8
3. Sd3 Te2  4. Dh1#

В початковій позиції білий король стоїть на невигідному для білих полі. Першим ходом вони провокують чорних оголосити шах, щоб потім з темпом перевести свого короля на недосяжне для чорних поле і головний план білих реалізовується.  
|   | a | b | c | d | e | f | g | h |   |
| 8 | d8 чорний кінь · f8 біла тура · c7 білий король · e7 білий слон · h7 чорний пішак · e6 чорний пішак · f6 чорний пішак · g6 чорний король · h6 білий пішак · g5 чорний пішак · b4 білий кінь · c4 чорний пішак · g3 білий кінь · h3 білий ферзь · f2 чорна тура · d1 чорний слон | d8 чорний кінь · f8 біла тура · c7 білий король · e7 білий слон · h7 чорний пішак · e6 чорний пішак · f6 чорний пішак · g6 чорний король · h6 білий пішак · g5 чорний пішак · b4 білий кінь · c4 чорний пішак · g3 білий кінь · h3 білий ферзь · f2 чорна тура · d1 чорний слон | d8 чорний кінь · f8 біла тура · c7 білий король · e7 білий слон · h7 чорний пішак · e6 чорний пішак · f6 чорний пішак · g6 чорний король · h6 білий пішак · g5 чорний пішак · b4 білий кінь · c4 чорний пішак · g3 білий кінь · h3 білий ферзь · f2 чорна тура · d1 чорний слон | d8 чорний кінь · f8 біла тура · c7 білий король · e7 білий слон · h7 чорний пішак · e6 чорний пішак · f6 чорний пішак · g6 чорний король · h6 білий пішак · g5 чорний пішак · b4 білий кінь · c4 чорний пішак · g3 білий кінь · h3 білий ферзь · f2 чорна тура · d1 чорний слон | d8 чорний кінь · f8 біла тура · c7 білий король · e7 білий слон · h7 чорний пішак · e6 чорний пішак · f6 чорний пішак · g6 чорний король · h6 білий пішак · g5 чорний пішак · b4 білий кінь · c4 чорний пішак · g3 білий кінь · h3 білий ферзь · f2 чорна тура · d1 чорний слон | d8 чорний кінь · f8 біла тура · c7 білий король · e7 білий слон · h7 чорний пішак · e6 чорний пішак · f6 чорний пішак · g6 чорний король · h6 білий пішак · g5 чорний пішак · b4 білий кінь · c4 чорний пішак · g3 білий кінь · h3 білий ферзь · f2 чорна тура · d1 чорний слон | d8 чорний кінь · f8 біла тура · c7 білий король · e7 білий слон · h7 чорний пішак · e6 чорний пішак · f6 чорний пішак · g6 чорний король · h6 білий пішак · g5 чорний пішак · b4 білий кінь · c4 чорний пішак · g3 білий кінь · h3 білий ферзь · f2 чорна тура · d1 чорний слон | d8 чорний кінь · f8 біла тура · c7 білий король · e7 білий слон · h7 чорний пішак · e6 чорний пішак · f6 чорний пішак · g6 чорний король · h6 білий пішак · g5 чорний пішак · b4 білий кінь · c4 чорний пішак · g3 білий кінь · h3 білий ферзь · f2 чорна тура · d1 чорний слон | 8 |
| 7 | d8 чорний кінь · f8 біла тура · c7 білий король · e7 білий слон · h7 чорний пішак · e6 чорний пішак · f6 чорний пішак · g6 чорний король · h6 білий пішак · g5 чорний пішак · b4 білий кінь · c4 чорний пішак · g3 білий кінь · h3 білий ферзь · f2 чорна тура · d1 чорний слон | d8 чорний кінь · f8 біла тура · c7 білий король · e7 білий слон · h7 чорний пішак · e6 чорний пішак · f6 чорний пішак · g6 чорний король · h6 білий пішак · g5 чорний пішак · b4 білий кінь · c4 чорний пішак · g3 білий кінь · h3 білий ферзь · f2 чорна тура · d1 чорний слон | d8 чорний кінь · f8 біла тура · c7 білий король · e7 білий слон · h7 чорний пішак · e6 чорний пішак · f6 чорний пішак · g6 чорний король · h6 білий пішак · g5 чорний пішак · b4 білий кінь · c4 чорний пішак · g3 білий кінь · h3 білий ферзь · f2 чорна тура · d1 чорний слон | d8 чорний кінь · f8 біла тура · c7 білий король · e7 білий слон · h7 чорний пішак · e6 чорний пішак · f6 чорний пішак · g6 чорний король · h6 білий пішак · g5 чорний пішак · b4 білий кінь · c4 чорний пішак · g3 білий кінь · h3 білий ферзь · f2 чорна тура · d1 чорний слон | d8 чорний кінь · f8 біла тура · c7 білий король · e7 білий слон · h7 чорний пішак · e6 чорний пішак · f6 чорний пішак · g6 чорний король · h6 білий пішак · g5 чорний пішак · b4 білий кінь · c4 чорний пішак · g3 білий кінь · h3 білий ферзь · f2 чорна тура · d1 чорний слон | d8 чорний кінь · f8 біла тура · c7 білий король · e7 білий слон · h7 чорний пішак · e6 чорний пішак · f6 чорний пішак · g6 чорний король · h6 білий пішак · g5 чорний пішак · b4 білий кінь · c4 чорний пішак · g3 білий кінь · h3 білий ферзь · f2 чорна тура · d1 чорний слон | d8 чорний кінь · f8 біла тура · c7 білий король · e7 білий слон · h7 чорний пішак · e6 чорний пішак · f6 чорний пішак · g6 чорний король · h6 білий пішак · g5 чорний пішак · b4 білий кінь · c4 чорний пішак · g3 білий кінь · h3 білий ферзь · f2 чорна тура · d1 чорний слон | d8 чорний кінь · f8 біла тура · c7 білий король · e7 білий слон · h7 чорний пішак · e6 чорний пішак · f6 чорний пішак · g6 чорний король · h6 білий пішак · g5 чорний пішак · b4 білий кінь · c4 чорний пішак · g3 білий кінь · h3 білий ферзь · f2 чорна тура · d1 чорний слон | 7 |
| 6 | d8 чорний кінь · f8 біла тура · c7 білий король · e7 білий слон · h7 чорний пішак · e6 чорний пішак · f6 чорний пішак · g6 чорний король · h6 білий пішак · g5 чорний пішак · b4 білий кінь · c4 чорний пішак · g3 білий кінь · h3 білий ферзь · f2 чорна тура · d1 чорний слон | d8 чорний кінь · f8 біла тура · c7 білий король · e7 білий слон · h7 чорний пішак · e6 чорний пішак · f6 чорний пішак · g6 чорний король · h6 білий пішак · g5 чорний пішак · b4 білий кінь · c4 чорний пішак · g3 білий кінь · h3 білий ферзь · f2 чорна тура · d1 чорний слон | d8 чорний кінь · f8 біла тура · c7 білий король · e7 білий слон · h7 чорний пішак · e6 чорний пішак · f6 чорний пішак · g6 чорний король · h6 білий пішак · g5 чорний пішак · b4 білий кінь · c4 чорний пішак · g3 білий кінь · h3 білий ферзь · f2 чорна тура · d1 чорний слон | d8 чорний кінь · f8 біла тура · c7 білий король · e7 білий слон · h7 чорний пішак · e6 чорний пішак · f6 чорний пішак · g6 чорний король · h6 білий пішак · g5 чорний пішак · b4 білий кінь · c4 чорний пішак · g3 білий кінь · h3 білий ферзь · f2 чорна тура · d1 чорний слон | d8 чорний кінь · f8 біла тура · c7 білий король · e7 білий слон · h7 чорний пішак · e6 чорний пішак · f6 чорний пішак · g6 чорний король · h6 білий пішак · g5 чорний пішак · b4 білий кінь · c4 чорний пішак · g3 білий кінь · h3 білий ферзь · f2 чорна тура · d1 чорний слон | d8 чорний кінь · f8 біла тура · c7 білий король · e7 білий слон · h7 чорний пішак · e6 чорний пішак · f6 чорний пішак · g6 чорний король · h6 білий пішак · g5 чорний пішак · b4 білий кінь · c4 чорний пішак · g3 білий кінь · h3 білий ферзь · f2 чорна тура · d1 чорний слон | d8 чорний кінь · f8 біла тура · c7 білий король · e7 білий слон · h7 чорний пішак · e6 чорний пішак · f6 чорний пішак · g6 чорний король · h6 білий пішак · g5 чорний пішак · b4 білий кінь · c4 чорний пішак · g3 білий кінь · h3 білий ферзь · f2 чорна тура · d1 чорний слон | d8 чорний кінь · f8 біла тура · c7 білий король · e7 білий слон · h7 чорний пішак · e6 чорний пішак · f6 чорний пішак · g6 чорний король · h6 білий пішак · g5 чорний пішак · b4 білий кінь · c4 чорний пішак · g3 білий кінь · h3 білий ферзь · f2 чорна тура · d1 чорний слон | 6 |
| 5 | d8 чорний кінь · f8 біла тура · c7 білий король · e7 білий слон · h7 чорний пішак · e6 чорний пішак · f6 чорний пішак · g6 чорний король · h6 білий пішак · g5 чорний пішак · b4 білий кінь · c4 чорний пішак · g3 білий кінь · h3 білий ферзь · f2 чорна тура · d1 чорний слон | d8 чорний кінь · f8 біла тура · c7 білий король · e7 білий слон · h7 чорний пішак · e6 чорний пішак · f6 чорний пішак · g6 чорний король · h6 білий пішак · g5 чорний пішак · b4 білий кінь · c4 чорний пішак · g3 білий кінь · h3 білий ферзь · f2 чорна тура · d1 чорний слон | d8 чорний кінь · f8 біла тура · c7 білий король · e7 білий слон · h7 чорний пішак · e6 чорний пішак · f6 чорний пішак · g6 чорний король · h6 білий пішак · g5 чорний пішак · b4 білий кінь · c4 чорний пішак · g3 білий кінь · h3 білий ферзь · f2 чорна тура · d1 чорний слон | d8 чорний кінь · f8 біла тура · c7 білий король · e7 білий слон · h7 чорний пішак · e6 чорний пішак · f6 чорний пішак · g6 чорний король · h6 білий пішак · g5 чорний пішак · b4 білий кінь · c4 чорний пішак · g3 білий кінь · h3 білий ферзь · f2 чорна тура · d1 чорний слон | d8 чорний кінь · f8 біла тура · c7 білий король · e7 білий слон · h7 чорний пішак · e6 чорний пішак · f6 чорний пішак · g6 чорний король · h6 білий пішак · g5 чорний пішак · b4 білий кінь · c4 чорний пішак · g3 білий кінь · h3 білий ферзь · f2 чорна тура · d1 чорний слон | d8 чорний кінь · f8 біла тура · c7 білий король · e7 білий слон · h7 чорний пішак · e6 чорний пішак · f6 чорний пішак · g6 чорний король · h6 білий пішак · g5 чорний пішак · b4 білий кінь · c4 чорний пішак · g3 білий кінь · h3 білий ферзь · f2 чорна тура · d1 чорний слон | d8 чорний кінь · f8 біла тура · c7 білий король · e7 білий слон · h7 чорний пішак · e6 чорний пішак · f6 чорний пішак · g6 чорний король · h6 білий пішак · g5 чорний пішак · b4 білий кінь · c4 чорний пішак · g3 білий кінь · h3 білий ферзь · f2 чорна тура · d1 чорний слон | d8 чорний кінь · f8 біла тура · c7 білий король · e7 білий слон · h7 чорний пішак · e6 чорний пішак · f6 чорний пішак · g6 чорний король · h6 білий пішак · g5 чорний пішак · b4 білий кінь · c4 чорний пішак · g3 білий кінь · h3 білий ферзь · f2 чорна тура · d1 чорний слон | 5 |
| 4 | d8 чорний кінь · f8 біла тура · c7 білий король · e7 білий слон · h7 чорний пішак · e6 чорний пішак · f6 чорний пішак · g6 чорний король · h6 білий пішак · g5 чорний пішак · b4 білий кінь · c4 чорний пішак · g3 білий кінь · h3 білий ферзь · f2 чорна тура · d1 чорний слон | d8 чорний кінь · f8 біла тура · c7 білий король · e7 білий слон · h7 чорний пішак · e6 чорний пішак · f6 чорний пішак · g6 чорний король · h6 білий пішак · g5 чорний пішак · b4 білий кінь · c4 чорний пішак · g3 білий кінь · h3 білий ферзь · f2 чорна тура · d1 чорний слон | d8 чорний кінь · f8 біла тура · c7 білий король · e7 білий слон · h7 чорний пішак · e6 чорний пішак · f6 чорний пішак · g6 чорний король · h6 білий пішак · g5 чорний пішак · b4 білий кінь · c4 чорний пішак · g3 білий кінь · h3 білий ферзь · f2 чорна тура · d1 чорний слон | d8 чорний кінь · f8 біла тура · c7 білий король · e7 білий слон · h7 чорний пішак · e6 чорний пішак · f6 чорний пішак · g6 чорний король · h6 білий пішак · g5 чорний пішак · b4 білий кінь · c4 чорний пішак · g3 білий кінь · h3 білий ферзь · f2 чорна тура · d1 чорний слон | d8 чорний кінь · f8 біла тура · c7 білий король · e7 білий слон · h7 чорний пішак · e6 чорний пішак · f6 чорний пішак · g6 чорний король · h6 білий пішак · g5 чорний пішак · b4 білий кінь · c4 чорний пішак · g3 білий кінь · h3 білий ферзь · f2 чорна тура · d1 чорний слон | d8 чорний кінь · f8 біла тура · c7 білий король · e7 білий слон · h7 чорний пішак · e6 чорний пішак · f6 чорний пішак · g6 чорний король · h6 білий пішак · g5 чорний пішак · b4 білий кінь · c4 чорний пішак · g3 білий кінь · h3 білий ферзь · f2 чорна тура · d1 чорний слон | d8 чорний кінь · f8 біла тура · c7 білий король · e7 білий слон · h7 чорний пішак · e6 чорний пішак · f6 чорний пішак · g6 чорний король · h6 білий пішак · g5 чорний пішак · b4 білий кінь · c4 чорний пішак · g3 білий кінь · h3 білий ферзь · f2 чорна тура · d1 чорний слон | d8 чорний кінь · f8 біла тура · c7 білий король · e7 білий слон · h7 чорний пішак · e6 чорний пішак · f6 чорний пішак · g6 чорний король · h6 білий пішак · g5 чорний пішак · b4 білий кінь · c4 чорний пішак · g3 білий кінь · h3 білий ферзь · f2 чорна тура · d1 чорний слон | 4 |
| 3 | d8 чорний кінь · f8 біла тура · c7 білий король · e7 білий слон · h7 чорний пішак · e6 чорний пішак · f6 чорний пішак · g6 чорний король · h6 білий пішак · g5 чорний пішак · b4 білий кінь · c4 чорний пішак · g3 білий кінь · h3 білий ферзь · f2 чорна тура · d1 чорний слон | d8 чорний кінь · f8 біла тура · c7 білий король · e7 білий слон · h7 чорний пішак · e6 чорний пішак · f6 чорний пішак · g6 чорний король · h6 білий пішак · g5 чорний пішак · b4 білий кінь · c4 чорний пішак · g3 білий кінь · h3 білий ферзь · f2 чорна тура · d1 чорний слон | d8 чорний кінь · f8 біла тура · c7 білий король · e7 білий слон · h7 чорний пішак · e6 чорний пішак · f6 чорний пішак · g6 чорний король · h6 білий пішак · g5 чорний пішак · b4 білий кінь · c4 чорний пішак · g3 білий кінь · h3 білий ферзь · f2 чорна тура · d1 чорний слон | d8 чорний кінь · f8 біла тура · c7 білий король · e7 білий слон · h7 чорний пішак · e6 чорний пішак · f6 чорний пішак · g6 чорний король · h6 білий пішак · g5 чорний пішак · b4 білий кінь · c4 чорний пішак · g3 білий кінь · h3 білий ферзь · f2 чорна тура · d1 чорний слон | d8 чорний кінь · f8 біла тура · c7 білий король · e7 білий слон · h7 чорний пішак · e6 чорний пішак · f6 чорний пішак · g6 чорний король · h6 білий пішак · g5 чорний пішак · b4 білий кінь · c4 чорний пішак · g3 білий кінь · h3 білий ферзь · f2 чорна тура · d1 чорний слон | d8 чорний кінь · f8 біла тура · c7 білий король · e7 білий слон · h7 чорний пішак · e6 чорний пішак · f6 чорний пішак · g6 чорний король · h6 білий пішак · g5 чорний пішак · b4 білий кінь · c4 чорний пішак · g3 білий кінь · h3 білий ферзь · f2 чорна тура · d1 чорний слон | d8 чорний кінь · f8 біла тура · c7 білий король · e7 білий слон · h7 чорний пішак · e6 чорний пішак · f6 чорний пішак · g6 чорний король · h6 білий пішак · g5 чорний пішак · b4 білий кінь · c4 чорний пішак · g3 білий кінь · h3 білий ферзь · f2 чорна тура · d1 чорний слон | d8 чорний кінь · f8 біла тура · c7 білий король · e7 білий слон · h7 чорний пішак · e6 чорний пішак · f6 чорний пішак · g6 чорний король · h6 білий пішак · g5 чорний пішак · b4 білий кінь · c4 чорний пішак · g3 білий кінь · h3 білий ферзь · f2 чорна тура · d1 чорний слон | 3 |
| 2 | d8 чорний кінь · f8 біла тура · c7 білий король · e7 білий слон · h7 чорний пішак · e6 чорний пішак · f6 чорний пішак · g6 чорний король · h6 білий пішак · g5 чорний пішак · b4 білий кінь · c4 чорний пішак · g3 білий кінь · h3 білий ферзь · f2 чорна тура · d1 чорний слон | d8 чорний кінь · f8 біла тура · c7 білий король · e7 білий слон · h7 чорний пішак · e6 чорний пішак · f6 чорний пішак · g6 чорний король · h6 білий пішак · g5 чорний пішак · b4 білий кінь · c4 чорний пішак · g3 білий кінь · h3 білий ферзь · f2 чорна тура · d1 чорний слон | d8 чорний кінь · f8 біла тура · c7 білий король · e7 білий слон · h7 чорний пішак · e6 чорний пішак · f6 чорний пішак · g6 чорний король · h6 білий пішак · g5 чорний пішак · b4 білий кінь · c4 чорний пішак · g3 білий кінь · h3 білий ферзь · f2 чорна тура · d1 чорний слон | d8 чорний кінь · f8 біла тура · c7 білий король · e7 білий слон · h7 чорний пішак · e6 чорний пішак · f6 чорний пішак · g6 чорний король · h6 білий пішак · g5 чорний пішак · b4 білий кінь · c4 чорний пішак · g3 білий кінь · h3 білий ферзь · f2 чорна тура · d1 чорний слон | d8 чорний кінь · f8 біла тура · c7 білий король · e7 білий слон · h7 чорний пішак · e6 чорний пішак · f6 чорний пішак · g6 чорний король · h6 білий пішак · g5 чорний пішак · b4 білий кінь · c4 чорний пішак · g3 білий кінь · h3 білий ферзь · f2 чорна тура · d1 чорний слон | d8 чорний кінь · f8 біла тура · c7 білий король · e7 білий слон · h7 чорний пішак · e6 чорний пішак · f6 чорний пішак · g6 чорний король · h6 білий пішак · g5 чорний пішак · b4 білий кінь · c4 чорний пішак · g3 білий кінь · h3 білий ферзь · f2 чорна тура · d1 чорний слон | d8 чорний кінь · f8 біла тура · c7 білий король · e7 білий слон · h7 чорний пішак · e6 чорний пішак · f6 чорний пішак · g6 чорний король · h6 білий пішак · g5 чорний пішак · b4 білий кінь · c4 чорний пішак · g3 білий кінь · h3 білий ферзь · f2 чорна тура · d1 чорний слон | d8 чорний кінь · f8 біла тура · c7 білий король · e7 білий слон · h7 чорний пішак · e6 чорний пішак · f6 чорний пішак · g6 чорний король · h6 білий пішак · g5 чорний пішак · b4 білий кінь · c4 чорний пішак · g3 білий кінь · h3 білий ферзь · f2 чорна тура · d1 чорний слон | 2 |
| 1 | d8 чорний кінь · f8 біла тура · c7 білий король · e7 білий слон · h7 чорний пішак · e6 чорний пішак · f6 чорний пішак · g6 чорний король · h6 білий пішак · g5 чорний пішак · b4 білий кінь · c4 чорний пішак · g3 білий кінь · h3 білий ферзь · f2 чорна тура · d1 чорний слон | d8 чорний кінь · f8 біла тура · c7 білий король · e7 білий слон · h7 чорний пішак · e6 чорний пішак · f6 чорний пішак · g6 чорний король · h6 білий пішак · g5 чорний пішак · b4 білий кінь · c4 чорний пішак · g3 білий кінь · h3 білий ферзь · f2 чорна тура · d1 чорний слон | d8 чорний кінь · f8 біла тура · c7 білий король · e7 білий слон · h7 чорний пішак · e6 чорний пішак · f6 чорний пішак · g6 чорний король · h6 білий пішак · g5 чорний пішак · b4 білий кінь · c4 чорний пішак · g3 білий кінь · h3 білий ферзь · f2 чорна тура · d1 чорний слон | d8 чорний кінь · f8 біла тура · c7 білий король · e7 білий слон · h7 чорний пішак · e6 чорний пішак · f6 чорний пішак · g6 чорний король · h6 білий пішак · g5 чорний пішак · b4 білий кінь · c4 чорний пішак · g3 білий кінь · h3 білий ферзь · f2 чорна тура · d1 чорний слон | d8 чорний кінь · f8 біла тура · c7 білий король · e7 білий слон · h7 чорний пішак · e6 чорний пішак · f6 чорний пішак · g6 чорний король · h6 білий пішак · g5 чорний пішак · b4 білий кінь · c4 чорний пішак · g3 білий кінь · h3 білий ферзь · f2 чорна тура · d1 чорний слон | d8 чорний кінь · f8 біла тура · c7 білий король · e7 білий слон · h7 чорний пішак · e6 чорний пішак · f6 чорний пішак · g6 чорний король · h6 білий пішак · g5 чорний пішак · b4 білий кінь · c4 чорний пішак · g3 білий кінь · h3 білий ферзь · f2 чорна тура · d1 чорний слон | d8 чорний кінь · f8 біла тура · c7 білий король · e7 білий слон · h7 чорний пішак · e6 чорний пішак · f6 чорний пішак · g6 чорний король · h6 білий пішак · g5 чорний пішак · b4 білий кінь · c4 чорний пішак · g3 білий кінь · h3 білий ферзь · f2 чорна тура · d1 чорний слон | d8 чорний кінь · f8 біла тура · c7 білий король · e7 білий слон · h7 чорний пішак · e6 чорний пішак · f6 чорний пішак · g6 чорний король · h6 білий пішак · g5 чорний пішак · b4 білий кінь · c4 чорний пішак · g3 білий кінь · h3 білий ферзь · f2 чорна тура · d1 чорний слон | 1 |
|   | a | b | c | d | e | f | g | h |   |

1. Кd7! ~ 2. Tg8+ Kf7 3. Tg7#
1. ... Td2+ 2. Sd3! T:d3+
3. Кc8 Tf3  4. Dh5#
1. ...  La4+  2. Sc6! L:c6+ 
3. Kc7 Lf3  4. T:f6#

В початковій позиції чорні слон і тура контролюють поля "f6" і "h5", білі намагаються відволікти чорні фігури від контролю цих полів, провокуючи шах своєму королю. Після жертви білої фігури і повернення чорних фігур на контрольовану лінію, чорні фігури йдуть на поле, яке вигідне для білих, проходить перекриття Грімшоу і білі використовуючи перекриття, оголошують мати.